# Selahattin Demirtaş
Selahattin Demirtaş (prononcé [selaha't̪in demiɾ'taʃ]), né le 10 avril 1973 à Palu (Elâzığ), est un homme politique turc d'origine kurde zaza, coprésident du Parti démocratique des peuples (HDP) et président du groupe parlementaire de ce parti à la Grande Assemblée nationale de Turquie dans laquelle il siège comme député depuis 2007.
Arrêté en novembre 2016 dans le cadre des purges menées par le président Recep Tayyip Erdoğan contre l'opposition, il est officiellement accusé de « diriger », « soutenir » et « faire la propagande » du Parti des travailleurs du Kurdistan. Il est condamné à près de dix ans de prison dans le cadre de diverses affaires (« propagande terroriste », « insulte au président » Erdogan, propos jugés menaçants à l'encontre d'un procureur et « insulte » à l'ancien Premier ministre Ahmet Davutoğlu). D'autres procédures judiciaires, pour lesquelles il risque jusqu'à 142 ans de prison, sont en cours.
Bien qu'emprisonné, il est une deuxième fois candidat à l'élection présidentielle turque lors du scrutin du 24 juin 2018 et recueille alors 8,40 % des voix.

## Biographie

### Famille et vie privée
Selahattin Demirtaş est né à Palu, une ville rattaché à Elâzığ, dans une famille zaza. Il a effectué le début de sa scolarité dans cette même ville. Il explique qu'à la maison il écoutait secrètement en famille des chansons kurdes qu’il ne comprenait pas selon certaines sources car ayant le zaza pour langue familiale.
Sa famille s’installe à Diyarbakır, où il passera une grande partie de sa jeunesse. Ce n’est qu’au lycée que Demirtaş apprend ses origines kurdes.
Selahattin Demirtaş est marié depuis 2002 à Başak Demirtaş, institutrice, et ils ont deux filles, Delal et Dilda. Il a rencontré sa femme durant ses années de faculté à Ankara. Ils se sont mariés en 2002. Il effectue son service militaire en 2006. Son petit-frère Nurettin, est aussi engagé en politique au sein du mouvement kurde.
Il parle couramment le zazaki, le turc, et à des niveaux non déterminés l'anglais et le kurmandji.

### Début de l'engagement politique
En 1991, Vedat Aydın, le responsable local du Parti populaire du travail (HEP) est enlevé et tué par un groupe de paramilitaires. À la suite de ce meurtre des milliers de personnes descendent dans les rues de Diyarbakır parmi lesquelles Demirtaş. Pendant les trois jours où le corps de Aydın est recherché, Demirtaş affirme avoir connu un déclic émotionnel. Dans un entretien il affirme : 

« Alors que je me rendais sur la place où allait se dérouler l’enterrement, j’ai croisé un groupe de jeunes en train de courir. J’ai commencé à courir avec eux. Ils étaient poursuivis par des policiers en civil armés de kalachnikov. Après m’être enfui, j’ai participé avec eux à l’enterrement. »

 Durant l’enterrement, des coups de feu sont entendus. Demirtaş affirme qu’après cet événement, « je suis devenu quelqu’un d’autre. » Cet événement sera le déclic politique pour le jeune Demirtaş, âgé de 18 ans à l’époque.

### Études
À la fin du lycée, Demirtaş désire étudier le droit mais n’obtient que son 8e vœu : Commerce et Management Maritime à l’université d'Eylül, à Izmir. Alors qu’il est étudiant en classe préparatoire, Selahattin et son frère sont arrêtés respectivement à Izmir et à Muğla pour appartenance à une organisation terroriste. Le jeune étudiant d’origine zaza sera confronté à différents problèmes politiques durant ses années de faculté, ce qui l’oblige à rentrer à Diyarbakır où il repasse son examen d’admission à l’enseignement supérieur.
Quelques années plus tard, il devient diplômé de la faculté de Droit de l'université d'Ankara. Il exerce, durant quelques années, la profession d'avocat tout comme deux de ses sœurs[réf. souhaitée].

### Engagement associatif
Au début des années 2000, Osman Baydemir devient président de l’Association des Droits de l’Homme (ADH) à Diyarbakır, et il ramène avec lui Demirtaş qui devient l’un des responsables de l’association.
En 2006, il en devient le président alors qu’Osman Baydemir est élu maire de Diyarbakır. Durant sa présidence, l’ADH met au cœur de son engagement la résolution des crimes non résolus durant les années 1990, dans la région. Demirtaş est aussi le fondateur d’Amnesty International à Diyarbakır.[réf. souhaitée]

### Carrière politique
En 2007, lors des élections législatives turques Selahattin Demirtaş est élu député de Diyarbakır, et devient chef du groupe Parti de la société démocratique (DTP). La Cour constitutionnelle décide en 2009, d’interdire le DTP. Les députés du DTP passent sous l’étiquette du Parti de la paix et de la démocratie (BDP). Lors du premier congrès du BDP, en 2010, Selahatin Demirtaş est élu coprésident du parti avec Gültan Kışanak.
En 2011, il est réélu député lors des élections législatives turques sous l’étiquette de la coalition Travail, Démocratie et Liberté. Il a été coprésident du BDP durant le processus de négociation entre l’État turc et le Parti des travailleurs du Kurdistan (PKK).
En 2014, Demirtaş est élu coprésident du Parti démocratique des peuples (HDP) avec Figen Yüksekdağ.
La même année, il se présente à la première élection présidentielle turque de 2014 au suffrage universel. Il arrive en 3e position avec 9,77 % des suffrages exprimés.
Le 7 juin 2015 il est élu député à Istanbul sous l'étiquette du HDP.[réf. souhaitée]
Il est partisan du désarmement de la guérilla du Parti des travailleurs du Kurdistan (PKK).
Il apporte son soutien au candidat unique de l'opposition, Kemal Kılıçdaroğlu (CHP) à la présidentielle turque de 2023, mais celui-ci échoue au second tour. Le soir de sa victoire, Erdogan, devant des milliers de supporteurs, s'en est pris à Demirtaş, le qualifiant de « terroriste » et écartant toute possibilité de libération, tandis que ses partisans hurlaient: « Peine de mort ! Peine de mort ! ».

### Incarcération
Dans le cadre des purges suivant la tentative de coup d'État, il a été arrêté chez lui à Diyarbakır le 4 novembre 2016 sur la base d'accusations de liens avec le PKK. Son arrestation entraîne des émeutes dans plusieurs villes du sud-est de la Turquie.
En  décembre 2017, il est jugé pour des liens supposés avec cette organisation, tenue pour terroriste par le gouvernement turc. Demirtaş n'est pas physiquement présent dans le tribunal de Sincan (proche du centre de la Turquie) et comparaît via visioconférence depuis la prison d'Edirne (en Turquie d'Europe) car les autorités craignaient des troubles à l'ordre public s'il venait. L'audience est reportée au 14 février 2018. Le 10 janvier 2018, toujours en prison, il annonce qu'il ne participera à aucune des élections de 2019. Le 12 janvier 2018, il comparaît physiquement devant le tribunal de Bakirkoy, à Istanbul,  pour « insulte » au chef de l’État, Recep Tayyip Erdoğan. Une foule scandant son nom l'accueille devant le tribunal pour le soutenir.
Malgré le fait qu'il soit incarcéré et qu'il ne soit plus officiellement le chef du parti, le HDP choisit Demirtaş comme candidat pour l'élection présidentielle anticipée de 2018. Le 25 mai 2018, le HDP demande à la Cour constitutionnelle de le libérer, alors que la requête a été rejetée par les tribunaux, estimant qu'il est éligible et qu'il jouit encore de ses droits politiques et civiques. Malgré sa situation carcérale, il parvient à tenir un « meeting téléphonique », en prononçant un discours électoral lors d'une conversation téléphonique avec sa femme Basak Demirtaş, qui l'enregistre et le diffuse ensuite sur les réseaux sociaux.
Le 7 septembre 2018, il est condamné à quatre ans et demi de prison pour « propagande terroriste ».
Le 20 novembre 2018, saisie par le parlementaire en détention, la Cour européenne des droits de l'homme invite la Turquie à « prendre toutes les mesures nécessaires pour mettre fin à la détention provisoire du requérant ».
En novembre 2019, pris de douleurs à la poitrine et de difficultés à respirer, il perd connaissance dans sa cellule. Son compagnon de cellule, Abdullah Zeydan, un ancien député du HDP, pratique les gestes de premiers secours. Les autorités refusent dans un premier temps de le faire hospitaliser malgré les demandes du médecin de la prison en ce sens, puis acceptent à la suite de la diffusion de l'information sur les réseaux sociaux.
Le 22 décembre 2020, la Cour européenne des droits de l'homme condamne la Turquie, demande la « libération immédiate » de Selahattin Demirtaş et conclut que « les buts avancés par les autorités [turques] relativement à la détention provisoire de l’intéressé n’étaient qu’une couverture pour un but politique inavoué, ce qui est d’une gravité incontestable pour la démocratie ». Malgré le refus de la Turquie de se conformer à cette décision de justice qui l'oblige, le pays ayant ratifié la convention européenne des droits de l'homme, aucune sanction n'a été prononcée.
Le 16 mai 2024, Selahattin Demirtaş est condamné à une peine de 42 ans de prison, pour « atteinte à l'unité de l'État ».

## Publications

### Littérature
- Seher (L'Aurore), recueil de nouvelles écrites en prison, 2017, Dipnot Yayinlari  (ISBN 978-605-2318-00-3), traduit en français par Julien Lapeyre de Cabanes, éditions Emmanuelle Colas[17]  (ISBN 978-2-490155-06-4) ; a obtenu le prix Montluc Résistance et Liberté, 2019[18]
- Et tournera la roue (Devran), recueil de quatorze nouvelles, traduit en français par Emmanuelle Collas, éditions Emmanuelle Collas, 2019, 216 p.[19]

### Articles
- « L’homme qui se prend pour un sultan : La sale guerre du président Erdoğan », Le Monde diplomatique,‎ juillet 2016 (lire en ligne)